# Stephanomiidae
Famille
Les Stephanomiidae sont une famille de siphonophores (hydrozoaires coloniaux pélagiques).

## Liste des genres
Selon World Register of Marine Species (18 avril 2016), la famille Stephanomiidae comprend le genre suivant :
- genre Stephanomia Lesueur & Petit, 1807